# Дубищенська селищна рада
Дуби́щенська се́лищна ра́да — адміністративно-територіальна одиниця та орган місцевого самоврядування в Рожищенському районі Волинської області. Адміністративний центр — селище міського типу Дубище.

## Загальні відомості
- Територія ради: 2,73 км²
- Населення ради: 1 918 осіб (станом на 1 січня 2013 року)

## Населені пункти
Селищній раді підпорядковані населені пункти:
- смт Дубище

## Склад ради
Рада складається з 16 депутатів та голови.
- Голова ради: Дорошенко Анатолій Миколайович

### Керівний склад попередніх скликань
| Прізвище, ім'я, по батькові    | Основні відомості                                                | Дата обрання | Дата звільнення |
| ------------------------------ | ---------------------------------------------------------------- | ------------ | --------------- |
| Дорошенко Анатолій Миколайович | Селищний голова, 1971 року народження, освіта вища, безпартійний | 26.03.2006   | 31.10.2010      |
| Дорошенко Анатолій Миколайович | Селищний голова, 1971 року народження, освіта вища, безпартійний | 31.10.2010   | 25.10.2015      |
| Дорошенко Анатолій Миколайович | Селищний голова, 1971 року народження, освіта вища, безпартійний | 25.10.2015   |                 |

Примітка: таблиця складена за даними сайту Верховної Ради України

### Депутати
За результатами місцевих виборів 2010 року депутатами ради стали:

#### За суб'єктами висування
| Суб'єкт висування                                       | Кількість обраних депутатів | %    |
| ------------------------------------------------------- | --------------------------- | ---- |
| Самовисування                                           | 8                           | 50   |
| Народна партія                                          | 4                           | 25   |
| Політична партія Всеукраїнське об'єднання «Батьківщина» | 3                           | 18,8 |
| Українська республіканська партія «Собор»               | 1                           | 6,3  |

#### За округами
| № округу                                                | Прізвище, ім'я, по батькові    | Дата визнання обраним | Освіта             | Партійна приналежність                        | Відомості про обраного депутата                     |
| ------------------------------------------------------- | ------------------------------ | --------------------- | ------------------ | --------------------------------------------- | --------------------------------------------------- |
| Народна Партія                                          |                                |                       |                    |                                               |                                                     |
| 1                                                       | Салова Валентина Василівна     | 01.11.2010            | вища               | позапартійна                                  | Дубищенська селищна рада, секретар                  |
| 4                                                       | Підвальний Іван Тимофійович    | 01.11.2010            | вища               | член Народної партії                          | Рожищенська райпрофспілка працівників АПК, голова   |
| 11                                                      | Грибовський Руслан Леонідович  | 01.11.2010            | середня спеціальна | позапартійний                                 | Дубищенська амбулаторія, фельдшер                   |
| 15                                                      | Кондратюк Людмила Миколаївна   | 01.11.2010            | середня спеціальна | член Народної партії                          | Дубищенська селищна рада, спеціаліст                |
| Політична партія Всеукраїнське об'єднання «Батьківщина» |                                |                       |                    |                                               |                                                     |
| 7                                                       | Левченко Людмила Петрівна      | 01.11.2010            | середня спеціальна | позапартійна                                  | КП «Дубищенське ЖКГ», головний бухгалтер            |
| 12                                                      | Хіжун Микола Олександрович     | 01.11.2010            | вища               | член Всеукраїнського об'єднання «Батьківщина» | Волинська філія радіомовлення та зв'язку, інженер   |
| 13                                                      | Антонюк Микола Володимирович   | 01.11.2010            | вища               | член Всеукраїнського об'єднання «Батьківщина» | загальноосвітня школа І-ІІІ ст. смт Дубище, вчитель |
| Українська республіканська партія «Собор»               |                                |                       |                    |                                               |                                                     |
| 5                                                       | Зварич Анатолій Віталійович    | 02.01.2011            | середня            | позапартійний                                 | Дубищенська загальноосвітня школа, вчитель          |
| Самовисування                                           |                                |                       |                    |                                               |                                                     |
| 2                                                       | Котів Юлія Василівна           | 01.11.2010            | вища               | позапартійна                                  | загальноосвітня школа І-ІІІ ст. смт Дубище, вчитель |
| 3                                                       | Невірко Володимир Іванович     | 01.11.2010            | середня            | позапартійний                                 | загальноосвітня школа І-ІІІ ст. смт Дубище, завгосп |
| 6                                                       | Ситник Оксана Станіславівна    | 01.11.2010            | середня спеціальна | позапартійна                                  | ТзОВ «Кромберг енд Шуберт», робітник                |
| 8                                                       | Гарбовський Руслан Петрович    | 01.11.2010            | вища               | позапартійний                                 | КП «Дубищенське ЖКГ», директор                      |
| 9                                                       | Ісманалієва Ірина Вікторівна   | 01.11.2010            | середня спеціальна | член Партії регіонів                          | ТзОВ «Волинської с\групи ММК», бухгалтер            |
| 10                                                      | Мосійчук Руслан Володимирович  | 01.11.2010            | вища               | позапартійний                                 |                                                     |
| 14                                                      | Матвійчук Валерій Феодосійович | 01.11.2010            | вища               | позапартійний                                 | пенсіонер                                           |
| 16                                                      | Левченко Іван Іванович         | 01.11.2010            | середня спеціальна | позапартійний                                 | КП «Дубищенське ЖКГ», машиніст водопідготовки       |